# Foro Asturias
Foro Asturias (FA) – hiszpańska regionalna partia polityczna działająca na terenie Asturii o profilu konserwatywnym i chrześcijańsko-demokratycznym. Posługiwało się także nazwą Foro de Ciudadanos (FAC).

## Historia
Ugrupowanie w 2011 założył były wicepremier Francisco Álvarez-Cascos, który odszedł z Partii Ludowej w związku z lokalnymi sporami wewnątrz tego ugrupowania. Forum, zorganizowane w ciągu kilku miesięcy, w wyborach regionalnych w 2011 wprowadziło największą liczbę posłów do parlamentu wspólnoty autonomicznej. Francisco Álvarez-Cascos objął urząd prezydenta Asturii. Brak większości parlamentarnej skłonił go jednak w 2012 do rozpisania przedterminowych wyborów, w których zwyciężyli opozycyjni socjaliści.
W wyborach parlamentarnych w 2011 FAC wprowadziło 1 przedstawiciela do Kongresu Deputowanych. Cztery lata później wystawiło wspólną listę z Partią Ludową w Asturii, uzyskując po jednym parlamentarzyście w każdej z izb. Współpraca była kontynuowana również w wyborach w 2016 (z wynikiem jak rok wcześniej), w kwietniu 2019 (partia nie uzyskała mandatów) i listopadzie 2019 (forum ponownie wprowadziło 1 posła do niższej izby parlamentu). Formacja zrezygnowała z udziału w wyborach krajowych w 2023.